# Sucre (municipalité de l’État de Sucre)
Pour les articles homonymes, voir Sucre (homonymie).
Sucre est l'une des quinze municipalités de l'État de Sucre au Venezuela. Son chef-lieu est Cumaná. En 2011, la population s'élève à 358 919 habitants.

## Géographie

### Subdivisions
La municipalité est divisée en sept paroisses civiles avec, chacune à sa tête, une capitale (entre parenthèses) :
- Altagracia (Cumaná) ;
- Ayacucho (Cumaná) ;
- Grand Mariscal (Los Altos de Sucre) ;
- Raúl Leoni (Los Puertos de Santa Fe) ;
- San Juan (San Juan) ;
- Santa Inés (Cumaná) ;
- Valentín Valiente (Caigüire).